# پست سلطنتی

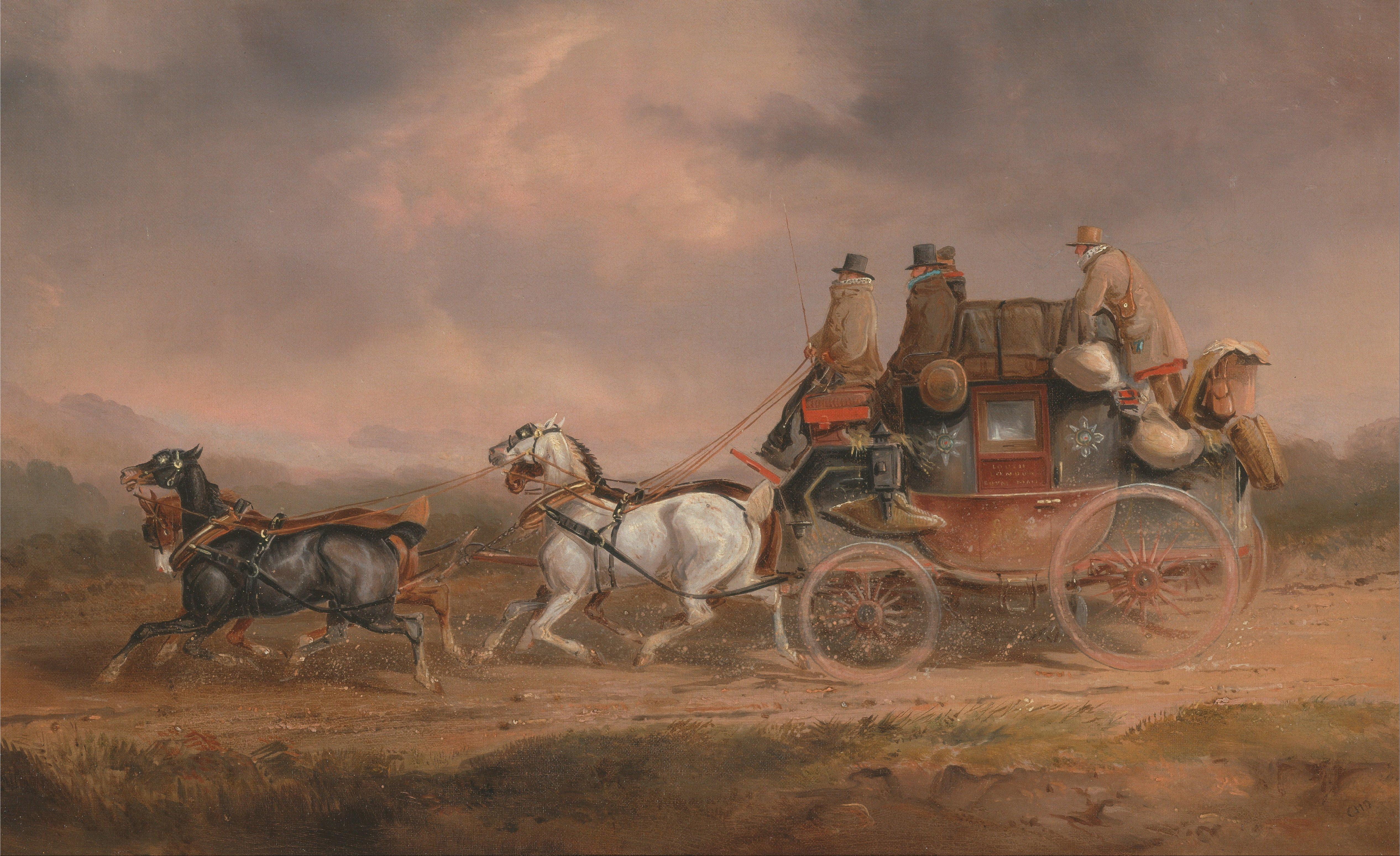
نقاشی «پیک پُست سلطنتی در جاده» اثر چارلز کوپر هندرسون - دهه ۱۸۲۰ میلادی.

پُست سلطنتی (به انگلیسی: Royal Mail) مسئول ارائهٔ خدمات پستی و چاپ تمبر در بریتانیا است. پُست سلطنتی تا سال ۲۰۱۵ میلادی، که سهامش به‌طور کامل توسط دولت در بورس لندن عرضه شد، به مدت ۴۴۹ سال، شرکتی دولتی بود.